# Combustão

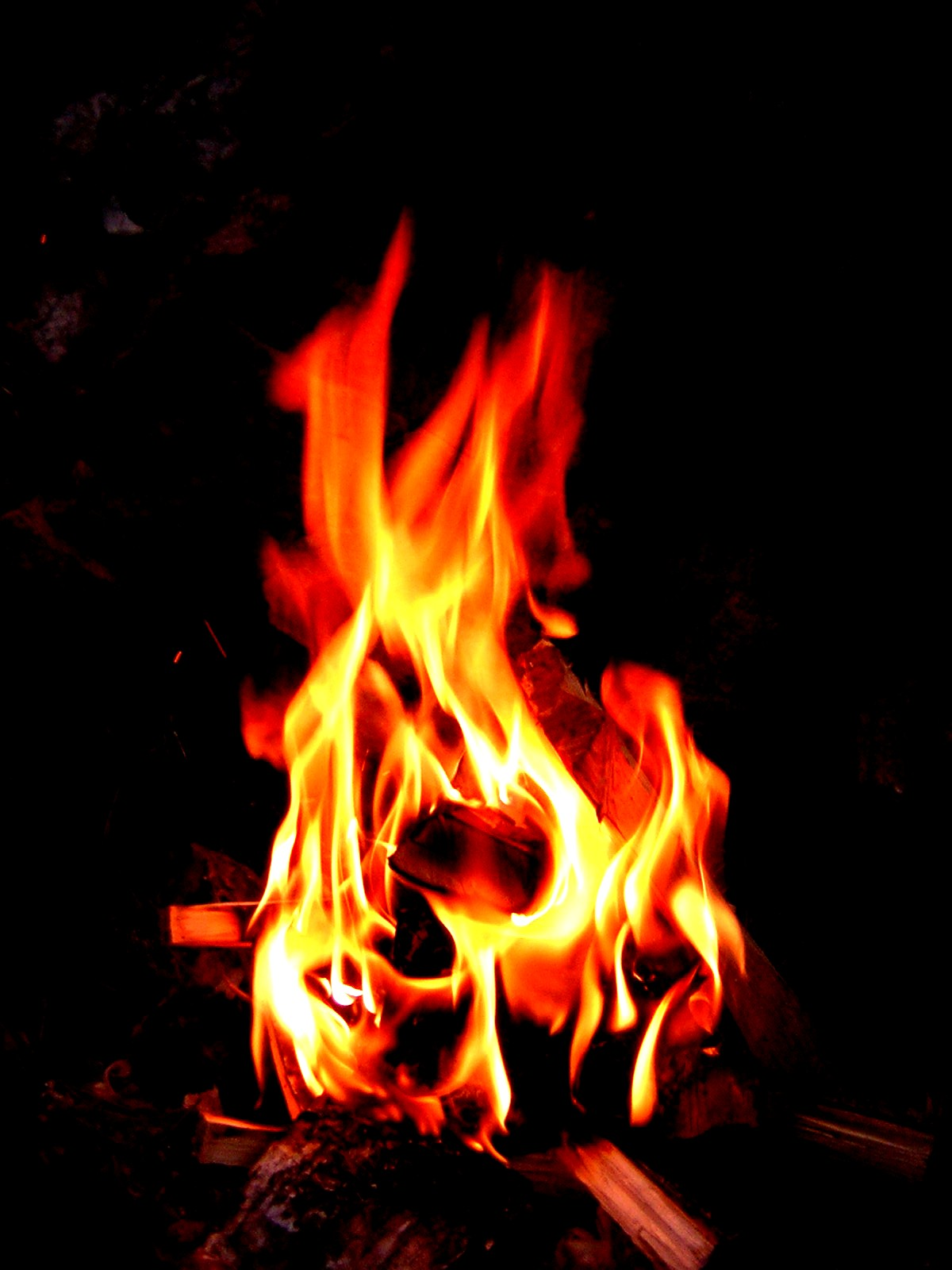
As chamas causadas como resultado do combustível entrar em combustão.

Combustão ou queima é uma reação química exotérmica (há exceções) entre uma substância (o combustível) e um gás (o comburente), geralmente o oxigênio, para liberar calor e luz. Durante a reação de combustão são formados diversos produtos resultantes da combinação dos átomos dos reagentes. No caso da queima em ar de compostos orgânicos (metano, propano, gasolina, etanol, diesel, etc) são formados centenas de compostos, por exemplo CO2, CO, H2O, H2,CH4, NOx, SOx, fuligem, etc, sendo que alguns desses compostos causam a chuva ácida, danos aos ciclos biogeoquímicos do planeta e agravam o efeito estufa.
Os processos de combustão são responsáveis pela produção de cerca de 85 % da energia do mundo, inclusive o Brasil, em transporte (carros, aviões, trens, navios, etc), usinas termoelétricas, processos industriais, aquecimento doméstico, geradores, cozimento de alimentos e outro. Em uma reação estequiométrica ideal de um hidrocarboneto em ar são formados apenas CO2 e H2O, sendo o N2 um gás inerte.
De uma forma geral: CxHyOzNt + (x+y/4-z/2)[O2 + 3,76N2] → xCO2 + (y/2)H2O + (y/2)H2O + [t/2+3,76(x+y/4-z/2)]N2.
Exemplos: C2H5OH + 3 [O2+3,76N2] → 2CO2 + 3H2O + 3.3,76N2 + calor
CH4 + 2 O2 → CO2 + 2 H2O +calor
CH2S + 6 F2 → CF4 + 2HF + SF6 + calorias
Numa forma geral as combustões são reações que ocorrem entre um combustível e um comburente

## Tipos de combustão

### Combustível
Quando se produz a uma temperatura suficientemente baixa, isto é, inferior a 500 °C, não havendo, regra geral, emissão de luz. A oxidação de um metal (ferro, cobre, zinco, etc.) em contacto com o ar úmido é um exemplo deste tipo de combustão. A combustão lenta é uma forma de queima que acontece a baixas temperaturas. A respiração celular e formação de ferrugem são exemplos de combustões lentas.

### Comburente
É aquela em que se produz chama e, vulgarmente, designa-se por fogo. Neste caso, devido à mistura dos gases inflamados com o ar forma-se a chama. No caso dos sólidos, cuja combustão decorre à
superfície, verifica-se a incandescência a partir da sua ignição e também através da formação de brasas. Estas surgem quando o combustível já não liberta gases suficientes para provocar chama. A combustão do carvão ilustra estes aspectos.

### Energia
Combustão resultante da mistura de gases ou partículas finamente divididas com o ar numa percentagem bem determinada – mistura explosiva ou detonante – propagando-se a uma velocidade
superior a 340 m/s. Neste caso, a mistura tem de ocupar todo o espaço onde está contida e, no momento da explosão, provoca uma elevação de temperatura ou de pressão ou de ambas, simultaneamente, sobre todo o espaço confinante. Usamos como combustível a gasolina,o etanol ou o diesel. Combustão é o processo de obtenção de energia.

## Combustão completa
Em uma combustão completa, o reagente irá queimar no oxigênio, produzindo um número limitado de produtos e uma chama oxidante, azul. Quando um hidrocarboneto queima no oxigênio, a reação gerará apenas dióxido de carbono {\displaystyle (CO_{2})} e água. Quando elementos como carbono, nitrogênio, enxofre e ferro são queimados, o resultado será os óxidos mais comuns. Carbono irá gerar o dióxido de carbono. Nitrogênio irá gerar o dióxido de nitrogênio {\displaystyle (NO_{2})}. Enxofre irá gerar dióxido de enxofre {\displaystyle (SO_{2})}. Ferro irá gerar óxido de ferro (III) {\displaystyle (Fe_{2}O_{3})}. A combustão completa é naturalmente improvável de ocorrer, a menos que a reação ocorra em situações cuidadosamente controladas, como, por exemplo, em um laboratório.

## Combustão turbulenta
A combustão turbulenta é caracterizada por fluxos turbulentos. É a mais usada na indústria (ex: turbinas de gás, motores a diesel, etc.), pois a turbulência ajuda o combustível a se misturar com o comburente.

## Combustão incompleta
Na combustão incompleta não há o suprimento de oxigênio adequado para que ela ocorra de forma completa. O reagente irá queimar em oxigênio, mas poderá produzir inúmeros produtos. Quando um hidrocarboneto queima em oxigênio, a reação gerará dióxido de carbono, monóxido de carbono, água, e vários outros compostos como óxidos de nitrogênio, dependendo da composição do combustível. Também há liberação de átomos de carbono, sob a forma de fuligem. A combustão incompleta é muito mais comum que a completa e produz um grande número de subprodutos. No caso de queima de combustível em automóveis, esses subprodutos podem ser muito prejudiciais à saúde, ao meio ambiente e ao próprio carro.

## Equação química
Geralmente, a equação química para queimar um hidrocarboneto (como o octano) com oxigênio é a seguinte:
CxHy + (x + y/4)O2 → xCO2 + (y/2)H2O
Por exemplo, a queima de propano é:
C3H8 + 5O2 → 3CO2 + 4H2O
A equação, em síntese, de uma hidrocarboneto é sempre a seguinte:
Combustível + Oxigênio → Dióxido de carbono + Água + Calor
A combustão é uma reação de uma substância (combustível) com o oxigênio {\displaystyle (O_{2})} (comburente) presente na atmosfera, com liberação de energia.
A liberação ou consumo de energia durante uma reação é conhecida como variação da entalpia (ΔH), isto é, a quantidade de energia dos produtos da reação (Hp) menos a quantidade de energia dos reagentes da reação (Hr):
Quando ΔH > 0 isto significa que a energia do(s) produto(s) é maior que a energia do(s) reagentes(s) e a reação é endotérmica, ou seja, absorve calor do meio ambiente. Quando ΔH < 0, isto significa que a energia do(s) reagente(s) é maior que a energia do(s) produto(s) e a reação é exotérmica, ou seja, libera calor para o meio ambiente, como no caso da combustão da gasolina, por exemplo.
A respiração é um processo de combustão (“queima de alimentos”) que libera energia necessária para as atividades realizadas pelos organismos. É interessante notar que a reação inversa da respiração é a fotossíntese, que ocorre no cloroplasto das células vegetais, onde são necessários gás carbônico, água e energia (vinda da luz solar) para liberar oxigênio e produzir material orgânico (celulose, glicose, amido, etc.) utilizado no crescimento do vegetal.

## Combustão/respiração
{\displaystyle {\ce {{C6H12O6_{(}s)}+6{O2_{(}g)}\rightleftharpoons 6{CO2_{(}g)}+6{H2O_{(}l)}+{energia}}}}

## Fotossíntese
A gasolina possui enxofre (S), e o diesel, ainda mais. Hoje no Brasil existe um grande investimento por parte da Petrobras para diminuir a concentração de enxofre no diesel e assim torná-lo menos poluente. Portanto, combustíveis que tem enxofre, ao serem queimados produzem grandes quantidades de um gás bastante tóxico e corrosivo, responsável por acidificar a atmosfera, o dióxido de enxofre (SO2). Já o álcool é um combustível que não apresenta enxofre e portanto não produz o dióxido de enxofre.
{\displaystyle {\ce {{S_{(}s)}+{O2_{(}g)}->{SO2_{(}g)}}}}
A falta de oxigênio durante a combustão leva à chamada ‘combustão incompleta’ que produz monóxido de carbono (CO). Note que o CO tem um oxigênio a menos que o CO2, o que caracteriza a deficiência de oxigênio, ou a ineficiência da reação. Este gás é muito tóxico para o ser humano, pois este dificulta a função da hemoglobina, que é responsável pela renovação do oxigênio no nosso sangue. Pequenas concentrações de monóxido de carbono já provocam tonturas e dores de cabeça. Outro produto indesejável da combustão incompleta é a fuligem (C), que não tem oxigênio na sua constituição. A porção mais fina da fuligem pode impregnar nos pulmões e causar problemas respiratórios.
As equações químicas abaixo ilustram a quantidade de calor (ΔH) liberada durante a combustão completa e incompleta do gás metano (CH4). Note como a quantidade de calor liberado é menor nos casos de combustão incompleta. Portanto, além da combustão incompleta gerar compostos nocivos à saúde humana, há também uma grande desvantagem econômica, pois com a mesma quantidade de combustível haverá menor quantidade de energia gerada! Veja as equações:
Combustão completa do metano:
{\displaystyle {\ce {{CH4_{(}g)}+2{O2_{(}g)}->{CO2_{(}g)}+2{H2O_{(}l)}}}}, {\displaystyle \Delta H=-802kJ/mol} (energia liberada)
Combustão incompleta do metano:
{\displaystyle {\ce {{CH4_{(}g)}+3/2{O2_{(}g)}->{CO_{(}g)}+2{H2O_{(}l)}}}}, {\displaystyle \Delta H=-520kJ/mol}
{\displaystyle {\ce {{CH4_{(}g)}+{O2_{(}g)}->{C_{(}s)}+2{H2O_{(}l)}}}}, {\displaystyle \Delta H=-408,5kJ/mol}
É muito importante saber a quantidade de calor liberada pelos combustíveis para que seja possível comparar o valor energético de cada um deles. Na Tabela 1 são mostradas as entalpias de combustão (ΔHo) para alguns combustíveis, isto é, a energia liberada na queima completa de um mol do combustível. O zero utilizado como índice superior indica que as condições iniciais dos reagentes e as finais dos produtos são 25o C e 1 atm, chamadas de condições padrão.
O combustível menos poluente que se conhece é o hidrogênio, pois sua combustão gera apenas água:
{\displaystyle {\ce {{H2_{(}g)}+1/2{O2_{(}g)}->{H2O_{(}l)}}}}, {\displaystyle \Delta H=-286kJ/mol}

## Combustão de combustíveis líquidos
A combustão de um combustível líquido em uma atmosfera oxidante acontece na verdade em forma gasosa. Isto quer dizer, quem queima é o vapor, não o líquido. Portanto, um líquido inflamável normalmente só irá pegar fogo acima de uma certa temperatura, que é seu ponto de fulgor. Abaixo dessa temperatura, o líquido não irá evaporar rápido o suficiente para sustentar o fogo caso a fonte de ignição seja removida.

## Combustão de combustíveis sólidos
O ato da combustão consiste em três fases relativamente distintas, mas que se sobrepõem:
- Fase de pré-aquecimento, quando o combustível não queimado é esquentado até o seu ponto de fulgor e depois para seu ponto de combustão. Gases inflamáveis começam a ser envolvidos em um processo similar à destilação seca.
- Fase de destilação ou fase gasosa, quando a mistura dos gases inflamáveis com oxigênio sofre ignição, energia é produzida em forma de calor e luz. Fogo normalmente é visível nesta fase.
- Fase de carvão ou fase sólida, quando a saída de gases inflamáveis é muito pouca para a presença persistente de chama, e o combustível carbonizado queima lentamente. Ele só fica incandescente e depois continua a arder sem chama.

## Temperaturas para a combustão
Assumindo condições de combustão perfeitas, como uma combustão adiabática(sem perda de calor) e completa, a temperatura da combustão pode ser determinada. A fórmula que leva a essa temperatura é baseada na primeira lei da termodinâmica e se aproveita do fato que o calor da combustão (calculado a partir do valor de aquecimento do combustível) é usado inteiramente para aquecer o combustível e o gás (ex: oxigênio ou ar)
No caso de combustíveis fósseis queimados no ar, a temperatura de combustão depende:
- do valor de aquecimento
- da proporção do ar em relação ao combustível ( {\displaystyle {\lambda }} )
- da capacidade térmica do combustível e do ar
- as temperaturas de entrada do ar e combustível

A temperatura de combustão adiabática aumenta para:
- valores de aquecimento mais altos
- temperaturas de entrada mais altas
- proporções entre o ar e o combustível tendendo para 1.

Normalmente, a temperatura de combustão adiabática para o carvão mineral é por volta de 1500 °C (para temperaturas de entrada e temperaturas do ambiente e {\displaystyle {\lambda =1.0}}), cerca de 2000 °C para o óleo e 2200 °C para o gás natural.

## Análise por combustão
A análise da combustão é um processo usado para determinar a composição de um composto orgânico. Na combustão incompleta também não há chamas.